# Safia obscura
Safia obscura är en fjärilsart som beskrevs av William Schaus 1901. Safia obscura ingår i släktet Safia och familjen nattflyn. Inga underarter finns listade.